# Pomahanjanggan
Pomahanjanggan is een bestuurslaag in het regentschap Lamongan van de provincie Oost-Java, Indonesië. Pomahanjanggan telt 1745 inwoners (volkstelling 2010).